# Pointe de la Petite Glière
Pour les articles homonymes, voir Glière.
La pointe de la Petite Glière est une montagne de France située en Savoie, dans le massif de la Vanoise.

## Géographie
Le sommet qui s'élève à 3 322 mètres d'altitude est entouré du col de la Glière (3 159 m) et de la pointe de la Grande Glière (3 392 m) au nord-ouest, du glacier Nord de la Glière au nord, des pointes et aiguille de l'Épéna (3 421 m) au nord-est, du glacier de la Grande Casse avec par-delà la Grande Casse (3 855 m) au sud-est, du col des Schistes (2 845 m) au sud-ouest ainsi que du glacier sud de la Glière à l'ouest. Son adret domine le secteur du col de la Vanoise (2 517 m) tandis que son ubac domine la vallée du Doron de Champagny à la hauteur du refuge de la Glière (1 990 m).
La montagne est formée de marbres du Jurassique supérieur reposant sur le socle de micaschistes du Paléozoïque.

## Histoire
La première ascension du sommet est le fait de Hermand Dulong de Rosnay, Séraphin Gromier, Marie Gromier et Joseph Janin le 21 juillet 1894.

## Ascension
Le sommet n'est accessible qu'en alpinisme. Un itinéraire de ski de randonnée s'en approche par le sud-ouest depuis le secteur du col de la Vanoise via le glacier Sud de la Glière jusqu'au col de la Glière.

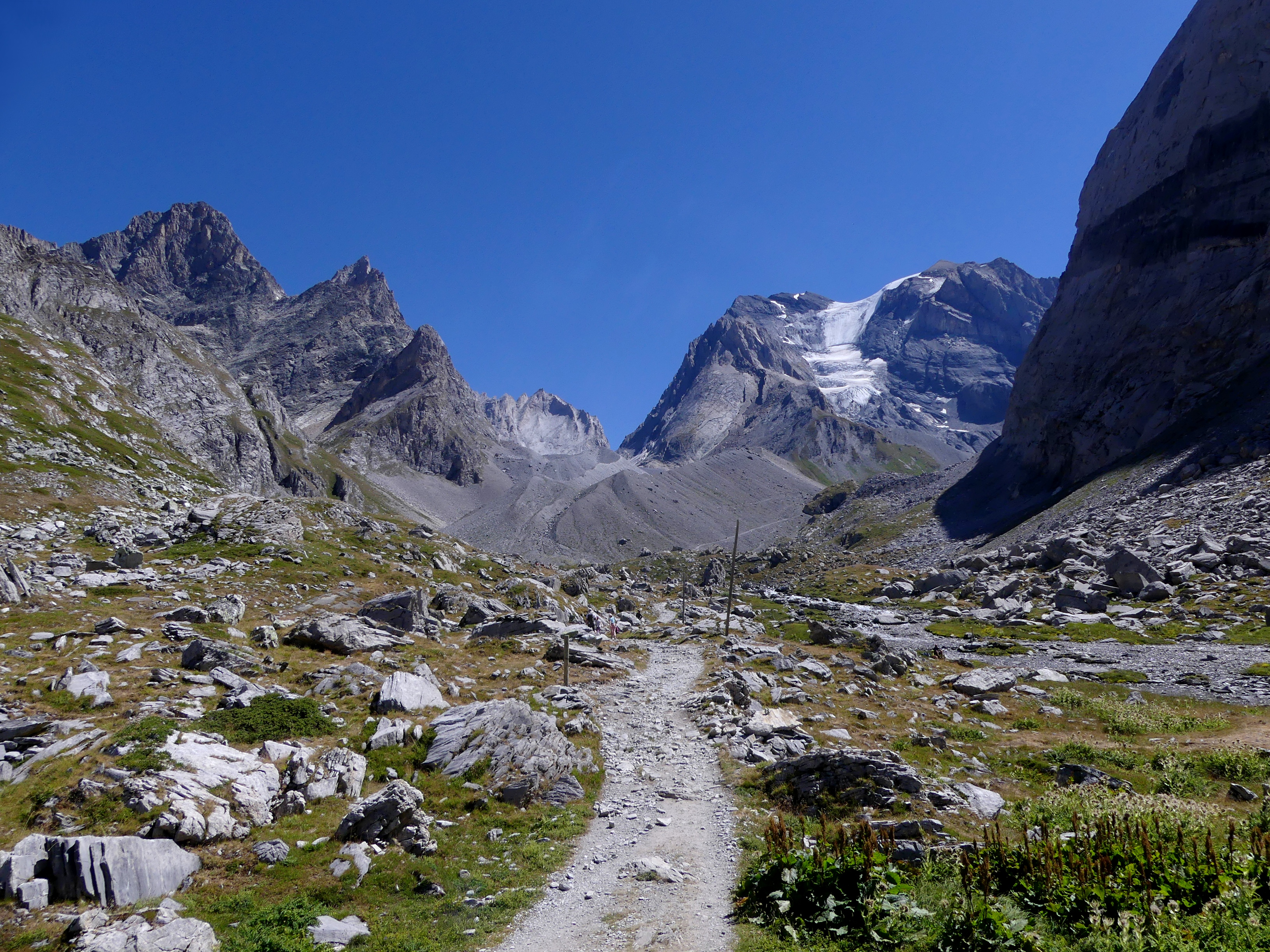
Vue depuis le lac des Vaches au sud-ouest de la pointe de la Grande Glière, de la pointe de la Petite Glière, de l'aiguille de l'Épéna, du col de la Grande Casse et de la Grande Casse de gauche à droite.

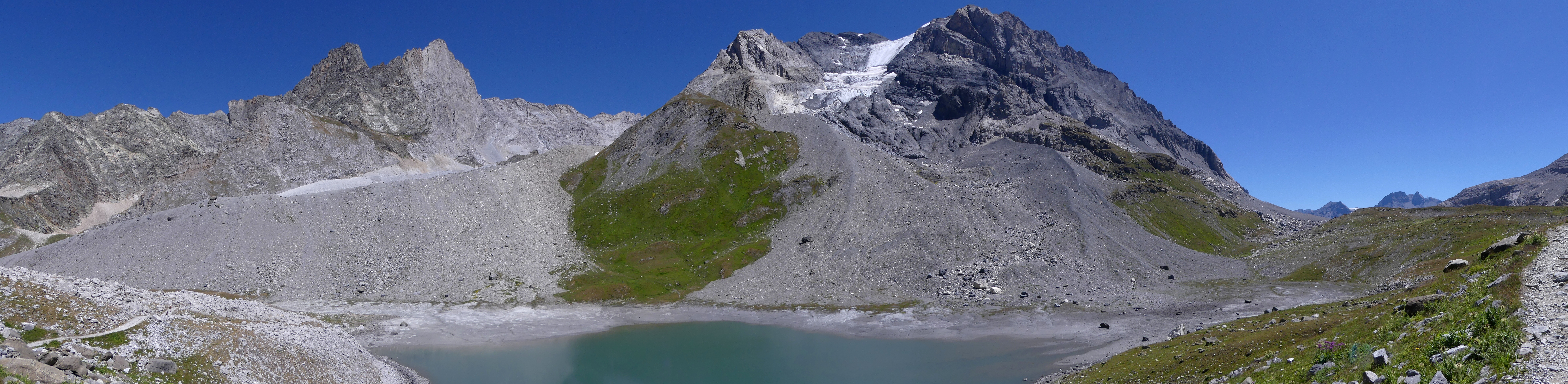
Vue panoramique depuis le lac Long au sud de la pointe de la Grande Glière, de la pointe de la Petite Glière, de la Grande Casse avec le glacier des Grands Couloirs et du col de la Vanoise de gauche à droite.